# Piper marsupiiferum
Piper marsupiiferum är en pepparväxtart som beskrevs av William Trelease. Piper marsupiiferum ingår i släktet Piper och familjen pepparväxter. Inga underarter finns listade i Catalogue of Life.